# Arcturian
Arcturian – piąty album studyjny norweskiego zespołu muzycznego Arcturus. Wydawnictwo ukazało się 8 maja 2015 roku nakładem wytwórni muzycznej Prophecy Productions. Nagrania zostały zarejestrowane w Mølla Studio w Gjerstad we współpracy z producentem muzycznym Martinem „MK” Kollerem.
Album dotarł do 15. miejsca niemieckiej listy przebojów – Media Control Charts.

## Lista utworów
Opracowano na podstawie materiału źródłowego. 
| Nr  | Tytuł utworu         | Słowa      | Muzyka     | Długość |
| --- | -------------------- | ---------- | ---------- | ------- |
| 1.  | „The Arcturian Sign” | ICS Vortex | Møllarn    | 05:08   |
| 2.  | „Crashland”          | ICS Vortex | Møllarn    | 04:08   |
| 3.  | „Angst”              | ICS Vortex | Sverd      | 04:26   |
| 4.  | „Warp”               | ICS Vortex | ICS Vortex | 03:51   |
| 5.  | „Game Over”          | ICS Vortex | Sverd      | 05:57   |
| 6.  | „Demon”              | ICS Vortex | Sverd      | 03:27   |
| 7.  | „Pale”               | ICS Vortex | Sverd      | 05:10   |
| 8.  | „The Journey”        | Møllarn    | Møllarn    | 04:14   |
| 9.  | „Archer”             | ICS Vortex | Sverd      | 05:36   |
| 10. | „Bane”               | ICS Vortex | Møllarn    | 05:50   |
|     |                      |            |            | 47:47   |

## Twórcy
Opracowano na podstawie materiału źródłowego.
Zespół Arcturs w składzie
- Jan Axel „Hellhammer” Blomberg – perkusja, instrumenty perkusyjne, wokal wspierający
- Steinar Sverd Johnsen – instrumenty klawiszowe
- Hugh Steven James „Skoll” Mingay – gitara basowa, wokal wspierający
- Knut Magne „Møllarn” Valle – gitara elektryczna, instrumenty klawiszowe, wokal prowadzący, wokal wspierający, inżynieria dźwięku, miksowanie, mastering
- Simen „ICS Vortex” Hestnæs – wokal prowadzący, wokal wspierający, instrumenty klawiszowe

| Dodatkowi muzycy - Sebastian Grouchot – skrzypce - Twistex – efekty dźwiękowe, gitara basowa, instrumenty klawiszowe, aranażacje - Atle Pakusch Gundersen – gong | Inni - Martin „MK” Koller – produkcja muzyczna - Costin Chioreanu – okładka, oprawa graficzna - Asgeir Mickelson – zdjęcia |